# 海野修司
海野 修司（うんの しゅうじ）は、日本の国土交通技官、工学博士。国土交通省中部地方整備局副局長や、徳島県副知事等を歴任した。

## 人物・経歴
愛知県出身。1982年東京工業大学（のちの東京科学大学）工学部土木工学科卒業、建設省入省。河川行政などに携わり、建設大臣官房政策課課長補佐を経て、1996年東北地方建設局高瀬川総合開発工事事務所長。
河川情報センター河川情報研究所研究第2部長や、建設省河川局河川計画課建設専門官を経て、2000年九州地方建設局遠賀川工事事務所長。
2002年関東地方整備局京浜工事事務所長。2005年退官、愛知県建設部河川課長。2007年国土交通省土地・水資源局水資源部水資源計画課水資源調査室長。
2008年徳島県県土整備部長。2012年徳島県企業局長併任。2013年国土交通省水管理・国土保全局水資源計画課長。2014年からは谷脇暁とともに中部地方整備局副局長を務めた。
2015年から徳島県県土整備部長兼政策監として、南海トラフ巨大地震への対応や、那賀川の整備などにあたった。2016年から徳島県副知事を務め、にし阿波パラスポーツ推進協議会の設立等により、障害者スポーツ振興策を進めるなどした。
2019年一身上の都合により辞職。同年国土交通省大臣官房付、退官。2020年丸島アクアシステム技術顧問。2021年中央大学博士（工学）。丸島アクアシステム専務執行役員も務めた。